# Dysdera murphiorum
Dysdera murphiorum là một loài nhện trong họ Dysderidae.
Loài này thuộc chi Dysdera. Dysdera murphiorum được Christa Deeleman-Reinhold miêu tả năm 1988.